# Wielki Bór (Podlachie)
Pour les articles homonymes, voir Wielki Bór.
Wielki Bór est un village situé dans la gmina de Giby, dans le powiat de Sejny, dans la voïvodie de Podlachie au nord-est de la Pologne, près des frontières avec la Biélorussie et la Lituanie.
Il se situe à approximativement 13 km au sud de Sejny et à 99 km au nord de la capitale régionale Białystok.